# Ettore Colla
Ettore Colla (Parme, 13 avril 1896 - Rome, 27 décembre 1968) est un peintre et sculpteur italien, représentatif de l'abstraction italienne.

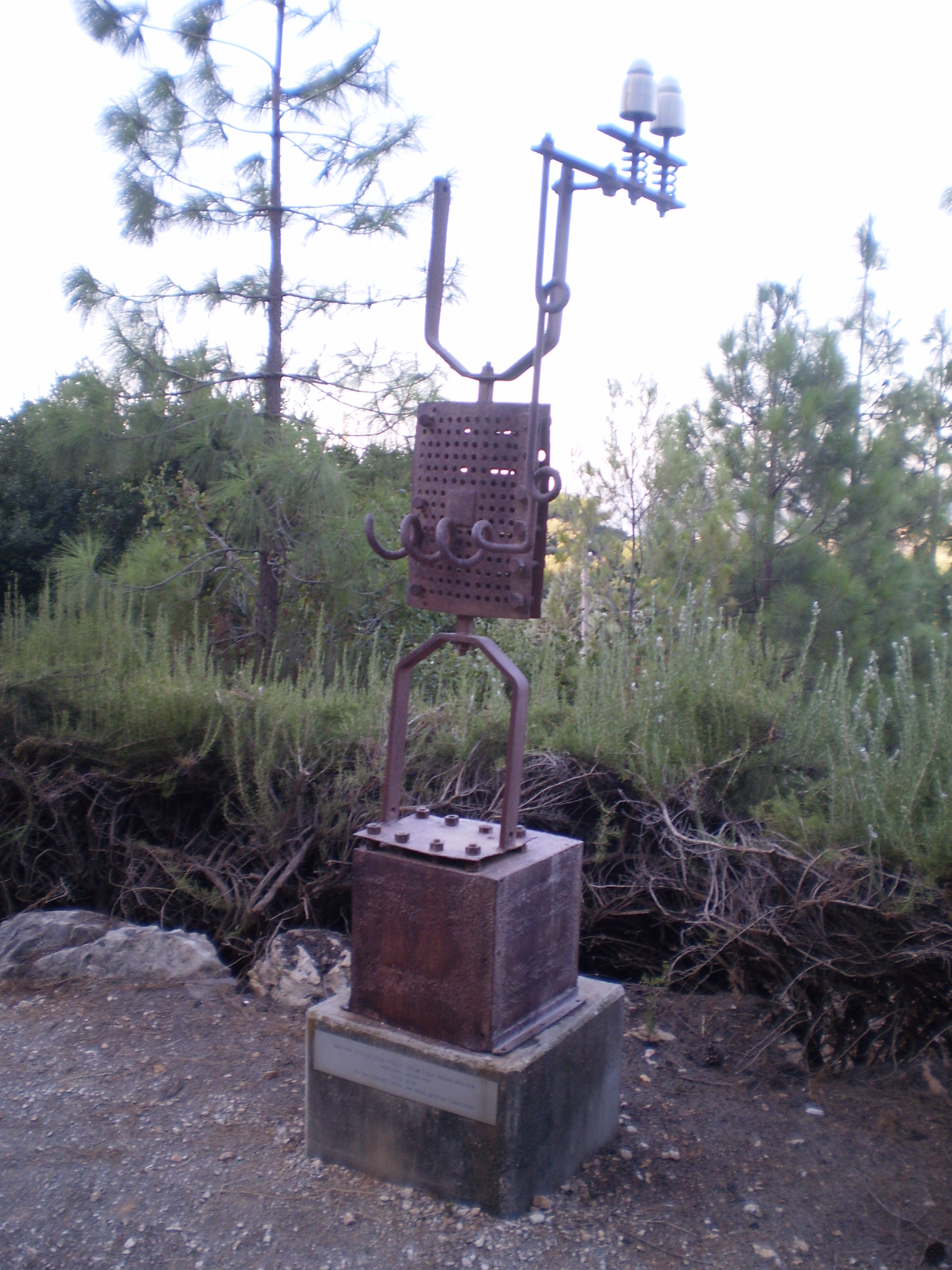
Moses, d'Ettore Colla, 1957, à l'Amirim sculpture garden, Israël

## Biographie
Il assiste aux  cours de l'Académie des Beaux-Arts de Parme en 1913 et en 1918, s'enrôle dans le corps des carabiniers. Il y est décoré, à la suite de graves blessures. En 1923, il s'installe à Paris où il fréquente les ateliers d'artistes tels que Antoine Bourdelle, Constantin Brancusi,  Charles Despiau et Henri Laurens pour lequel il travaille. Plus tard, il se rend à Monaco, Vienne et Budapest.
Il revient en Italie en 1926 où il s'installe à Rome. Il y commence une carrière de sculpteur. En 1930, une de ses sculptures est sélectionnée à la Biennale de Venise où il exposera plusieurs  fois, malgré un refus en 1956. En 1932, il obtient un poste d'enseignant à l'école d'art à Naples et peu après à Rome (1936). En 1950, il fonde le Gruppo Origine avec des artistes comme Mario Ballocco, Alberto Burri et Giuseppe Capogrossi puis dirige la galerie du même nom où se tiennent les expositions du groupe. En 1952 il fonde la revue, Arts visuels, qui sera publiée jusqu'en 1958 et continue d'être une référence esthétique en Italie. En 1959 l'exposition personnelle du Institute of Contemporary Arts de Londres est suivie d'autres expositions importantes en Italie et à l'étranger. En 1961, il est invité à l'exposition The Art of Assemblage au MoMA de New York qui achète une de ses sculptures. En 1964, il expose en marge de la XXXIIe Biennale de Venise. En 1967, il est invité à une exposition collective du Musée Solomon R. Guggenheim de New York. Il meurt à Rome en 1968 à l'âge de 72 ans.

## Son œuvre
Avant la guerre, sa poétique se rapprochait de Novecento et en particulier Arturo Martini. La fin des années 1940 marque pour Colla comme pour d'autres artistes italiens un tournant important marqué par l'adhésion à l'abstraction.
Vers le milieu des années 1950, le sculpteur fait un autre changement qui le conduit à définir une ligne artistique qui demeure méconnue. Ses nouvelles sculptures se caractérisent par l'utilisation d'éléments de récupération, principalement en fer, la création d'assemblages abstraits dont la force suggestive est soulignée par l'adjonction de titres ironiques et ludiques, riches d'allusions poétiques ou mythiques. On a parlé, à leur propos de nouveau dadaïsme (qui ne doit pas être confondu avec le mouvement New dada), se référant aux premières œuvres assemblées à partir d'objets trouvés, chez des artistes comme Francis Picabia et Marcel Duchamp. Il faut toutefois préciser que la démarche de Colla est très différente de ces derniers. En fait, tout son travail contredit l'absence de volonté, typique du dadaïsme. Dans sa sculpture, demeurent des formes et des relations spatiales typiques de l'expérience abstraite. Si Colla se réfère peu à l'abstraction géométrique, il entretenait des rapports étroits avec les informels. Enfin, on  pourrait trouver certaines allusions se référant à la sculpture surréaliste. Ce système de références complexe confère aux sculptures de Colla une saveur poétique singulière.
L'importance de cet artiste est reconnue par de nombreux critiques d'art en Italie, tels que Giulio Carlo Argan, Maurizio Calvesi, Gillo Dorfles, Filiberto Menna. Ses œuvres sont conservées et exposées dans des musées tels que le GAM de Rome, le MART de Trente, le MoMA de New York et la Tate Gallery de Londres.